# Anita Looper
Anita Giusti-Looper (Oldeberkoop, 21 oktober 1975) is een voormalige Nederlandse atlete, die gespecialiseerd was in de lange afstand. Ze is drievoudig Nederlands kampioene 5000 m en Nederlands kampioene veldlopen.

## Loopbaan
Looper begon op 22-jarige leeftijd met atletiek bij AV'55 in Heerenveen. In september 1998 ging ze in Groningen trainen onder leiding van Arend Karenbeld. Wegens achillespeesklachten kon ze in 1999 niet veel wedstrijden lopen. In 2000 vertrok ze voor een jaar naar Texas.
In 2002 behaalde Looper een tweede plaats op het NK 10.000 m en 5000 m. In 2003 had ze te kampen met een scheurtje in haar achillespees, die ze had opgelopen tijdens het veldlopen. Na revalidatie wordt ze snelste Nederlandse op de 4 Mijl van Groningen en behaalde een 67e plaats op de wereldkampioenschappen veldlopen in Brussel.
In 2004 werd Anita Looper Nederlands kampioene op de 5000 m en verhuisde ze met haar Australische vriend Paul Giusti, waarmee ze inmiddels is getrouwd, naar New York. In de zomer van 2005 kwam ze terug naar Nederland en prolongeerde haar nationale titel op de 5000 m.
Na een zilveren medaille op de 10.000 m en regelmatige blessureklachten stopte Looper in 2006 met topsport. "Ik zal altijd blijven lopen, daarvoor geniet ik er te veel van, maar hoe ik dat precies ga vormgeven weet ik op dit moment nog niet. Misschien ga ik wel wegatletiek doen en kom ik nog eens terug om een goede marathon te lopen."

## Nederlandse kampioenschappen
| Onderdeel                 | Jaar             |
| ------------------------- | ---------------- |
| 5000 m                    | 2004, 2005, 2006 |
| veldlopen (lange afstand) | 2004             |

## Persoonlijke records
| Onderdeel   | Prestatie | Datum             | Plaats          |
| ----------- | --------- | ----------------- | --------------- |
| 800 m       | 2.12,10   | 12 mei 1999       | Heerenveen      |
| 1000 m      | 2.51,25   | 4 mei 2002        | Lisse           |
| 1500 m      | 4.20,33   | 16 juli 2006      | Gent            |
| 1 Eng. mijl | 4.59,47   | 13 september 1998 | Hilversum       |
| 3000 m      | 9.13,30   | 23 juli 2004      | Heiloo (plaats) |
| 5000 m      | 15.53,89  | 31 mei 2004       | Hengelo         |
| 10.000 m    | 33.38,29  | 25 mei 2006       | Vught           |
| uurloop     | 15.878 m  | 8 april 2000      | Drachten        |

## Palmares

### 5000 m
- 2002:  NK - 16.42,12
- 2004:  NK - 16.09,04
- 2005:  NK - 16.07,07
- 2006:  NK - 16.08,02

### 10.000 m
- 2002:  NK - 34.58,58
- 2006:  NK - 33.38,29

### veldlopen
- 2003: 6e Warandeloop - 21.38
- 2004:  NK veldlopen (lange afstand) - 20.52
- 2004: 67e WK veldlopen (lange afstand) - 30.26
- 2004: 4e Warandeloop - 23.14